# Albert Benois
Albert Nikoláievich Benois (en ruso: Альбе́рт Никола́евич Бенуа́; San Petersburgo, 14 de marzo de 1852 – Fontenay-aux-Roses, 16 de mayo de 1936) fue un pintor y profesor de arte ruso especializado en paisajes en acuarela.

## Biografía
Su padre era el arquitecto Nicolas Benois. Se graduó en la escuela secundaria en 1871, luego asistió a la Academia Imperial de las Artes y recibió lecciones privadas de acuarela de Luigi Premazzi. En 1877, se graduó con el título de «Artista-Arquitecto de primer grado», y comenzó a pintar con acuarela. En 1880, fue uno de los miembros fundadores del «Círculo de Acuarelistas Rusos». De 1883 a 1885 viajó por Italia, Francia y España. En 1884 obtuvo el título de «Académico» por dos de sus obras que pintó en Italia.
De 1876 a 1886 estuvo casado con la pianista suiza María Karlovna Benois (1855-1909), pero se divorció de ella después de que lo engañara con el compositor Serguéi Tanéyev.

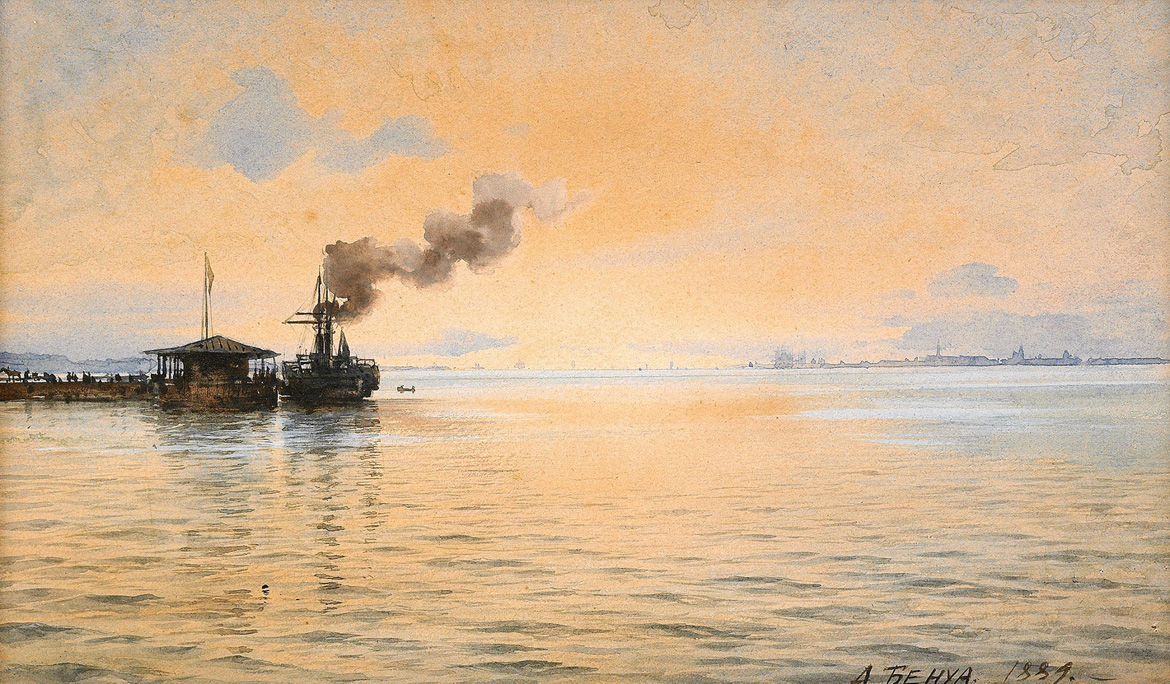
Vista de Kronstadt desde el muelle de Peterhof (1889)

En 1890 se convirtió en miembro de la Academia Imperial de las Artes y en 1894 fue nombrado profesor de acuarela, cargo que ocupó hasta 1905. También formó parte del consejo directivo de la academia. En 1895 fue nombrado conservador del Museo Estatal Ruso. En 1903 empezó a trabajar como coeditor de la revista de arte Mir Iskusstva. Durante los periodos libres que le dejaba la docencia siguió viajando, visitó el norte de África y recorrió Siberia, Manchuria, Corea y Japón, entre otros lugares. En 1918 se convirtió en director del Museo de Artes Aplicadas (administrado por el Comisariado del Pueblo de Comercio e Industria). Dos años más tarde, acompañó una expedición del Instituto de Geología de Petrogrado a la costa norte, donde realizó una serie de pinturas.
En 1924 viajó a París para visitar a su hija, la cantante de ópera María Cherepnín (esposa del compositor Nikolái Cherepnín) y decidió quedarse allí. Dos años más tarde fue elegido miembro de la Academia de Bellas Artes de París. Donó muchas de sus obras a organizaciones benéficas que ayudaban a los artistas rusos que vivían en el extranjero.
En sus últimos años, sufrió una enfermedad en los pies (posiblemente gota) por lo que su hija se encargó de cuidarlo. Murió en un asilo de ancianos en un suburbio de París en 1936.

## Familia
En su familia había muchas figuras notables del mundo del arte. Además de los mencionados anteriormente, su abuelo era el arquitecto Alberto Cavos. Sus hermanos eran el artista y diseñador teatral Alexandre Benois y el arquitecto Leon Benois. También era tío de la pintora Zinaida Serebriakova y tío abuelo del actor Peter Ustinov. Su nieto, Aleksandr Cherepnín, fue un compositor y pianista de renombre. Su hijo Nikolái estaba casado con la cantante de ópera María Kuznetsova.

## Galería

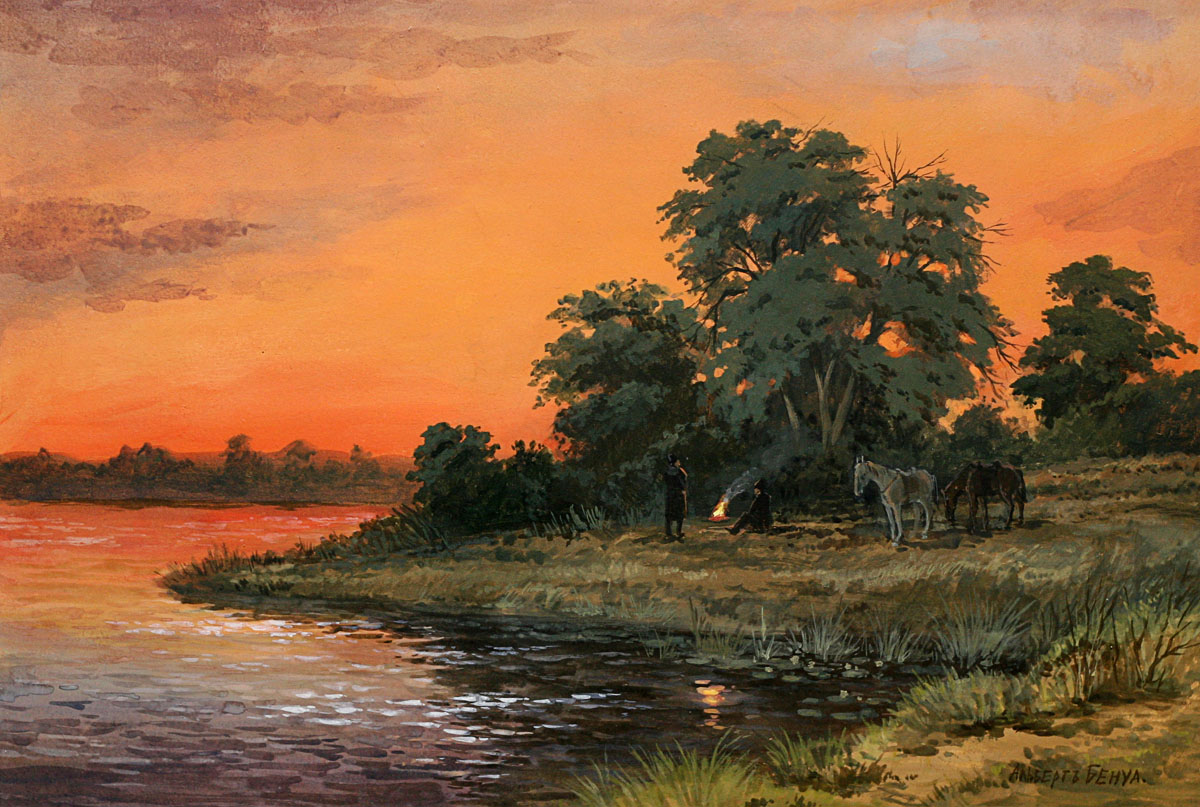
Viajeros alrededor de una fogata
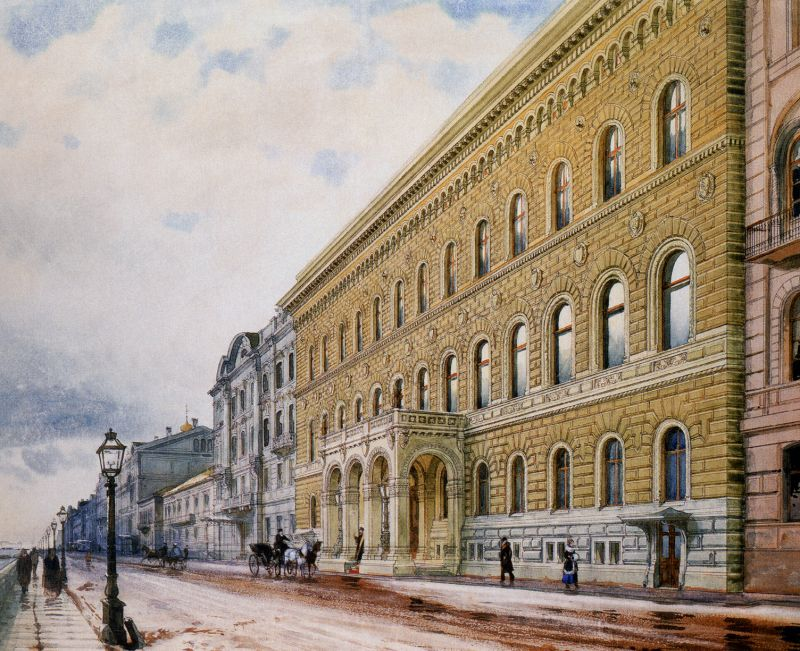
El Palacio de Vladimir en San Petersburgo, década de 1870
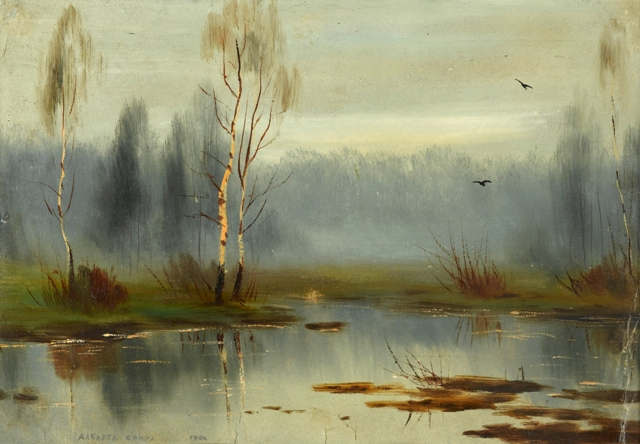
Abedules plateados, 1904
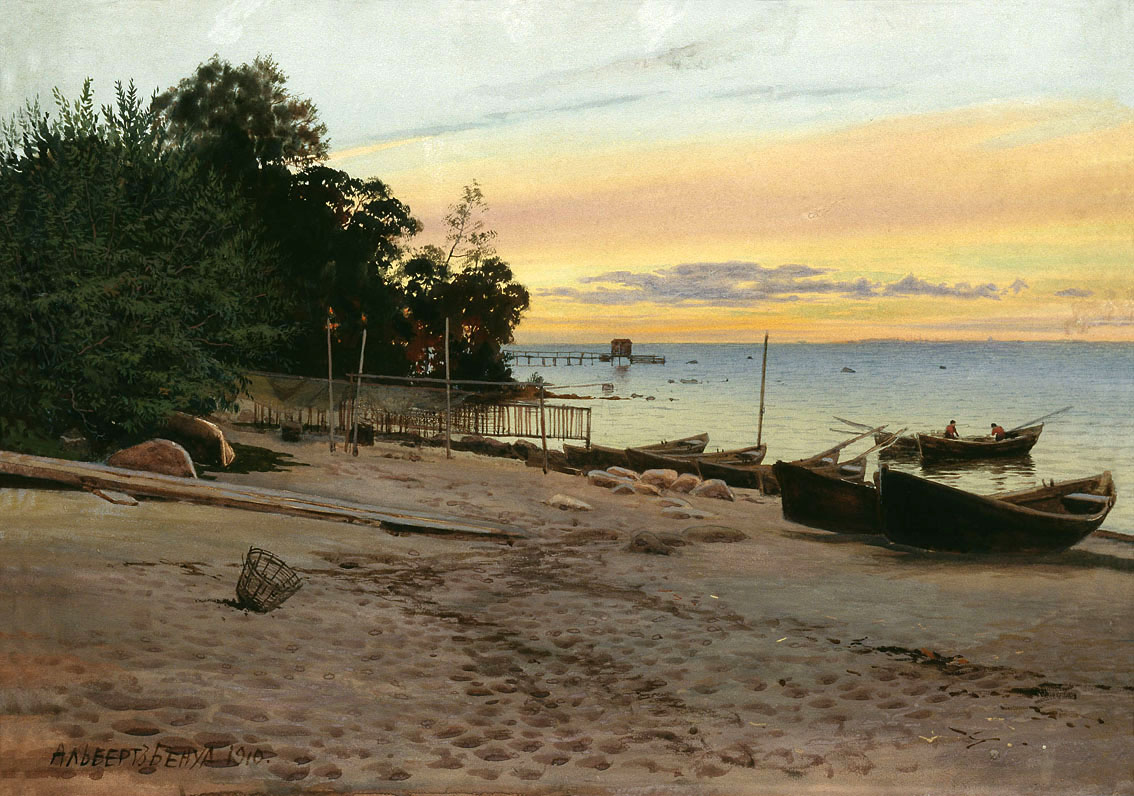
Atardecer en la playa, 1910
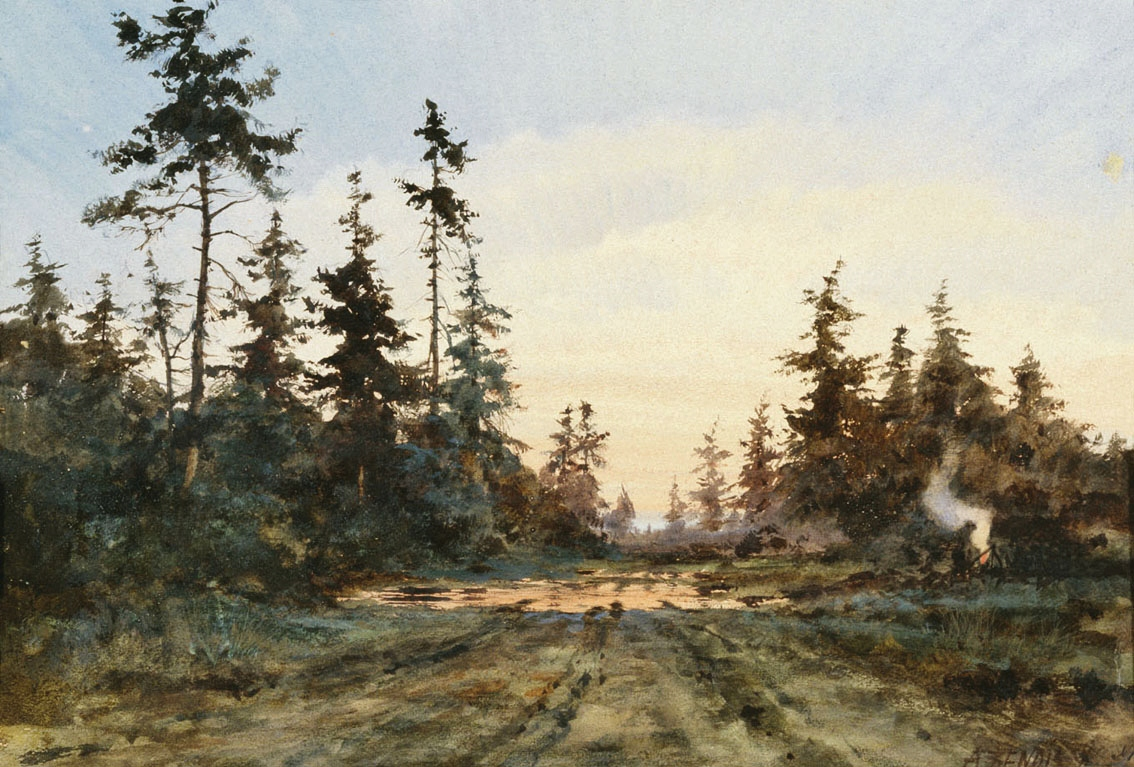
El bosque c. 1936
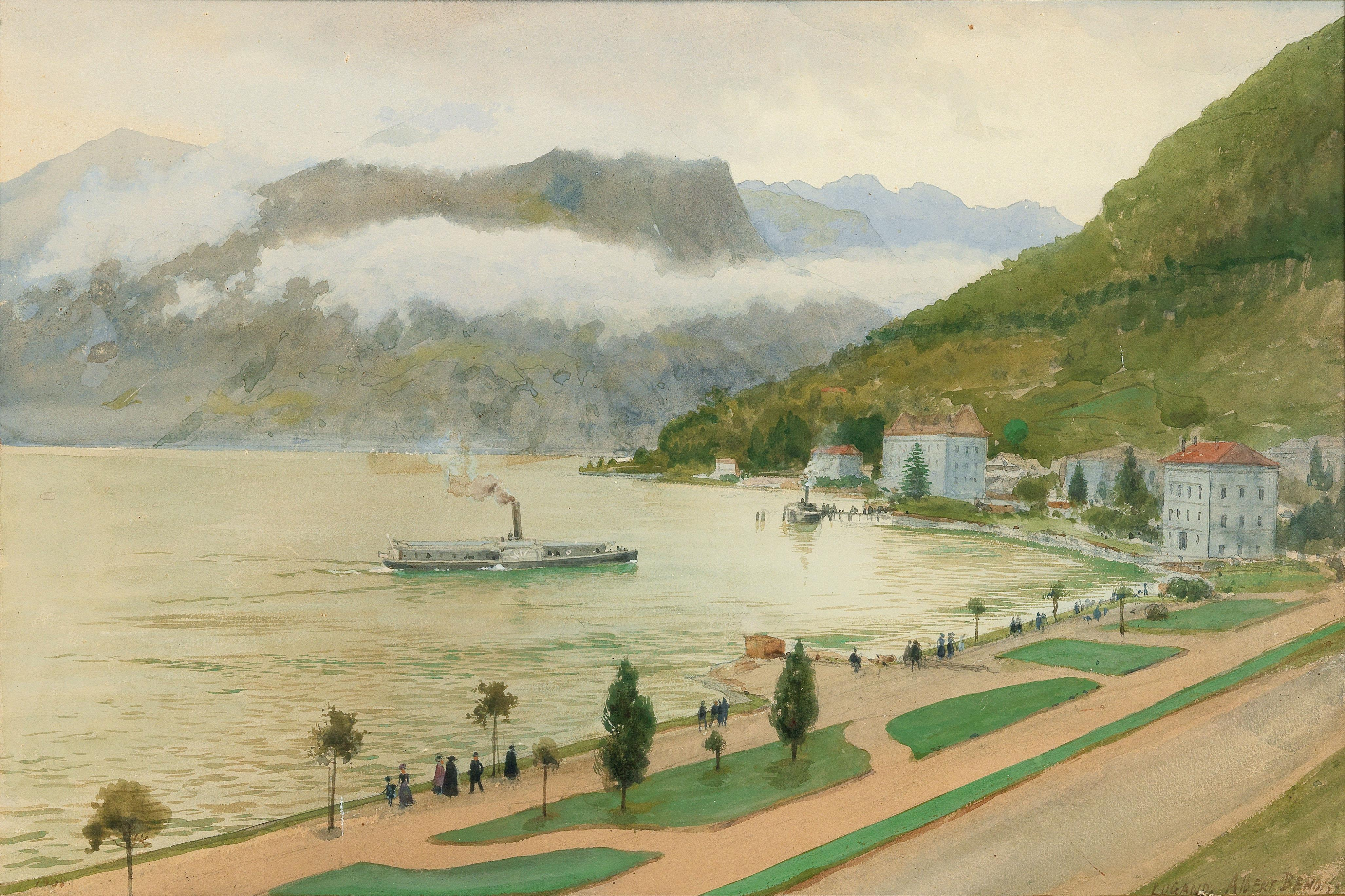
El lago de Lugano, 1936